# Nadia Raimondi
Nadia Maria Raimondi Cominesi (Sesto San Giovanni, 26 maggio 1966) è un'ex cestista italiana.

## Carriera
Playmaker, ha giocato in Serie A1 con Priolo Gargallo e in A2 a Carugate. Fino al 19 giugno 1989, aveva disputato 28 presenze in Nazionale italiana, tra cui gare delle qualificazioni alle Olimpiadi 1988 e la convocazione per gli Europei 1989.